# Football League War Cup
La Football League War Cup era una competizione calcistica inglese disputatasi durante la seconda guerra mondiale, tra il 1939 e il 1945. La finale fu giocata sempre al Wembley Stadium.

## Albo d'oro
È riportato il risultato della finale.
| Stagione | Competizione            | Squadre                              | Risultato |
| -------- | ----------------------- | ------------------------------------ | --------- |
| 1939-40  | War Cup                 | West Ham United - Blackburn Rovers   | 1-0       |
| 1940-41  | War Cup                 | Preston North End - Arsenal          | 1-1       |
| 1940-41  | Replay                  | Preston North End - Arsenal          | 2-1       |
| 1941-42  | War Cup                 | Wolverhampton Wanderers - Sunderland | 2-2       |
| 1941-42  | Replay                  | Wolverhampton Wanderers - Sunderland | 4-1       |
| 1942-43  | War Cup North           | Blackpool - Sheffield Wednesday      | 2-2       |
| 1942-43  | Replay                  | Blackpool - Sheffield Wednesday      | 2-1       |
| 1942-43  | War Cup South           | Arsenal - Charlton Athletic          | 7-1       |
| 1942-43  | Play-off                | Blackpool - Arsenal                  | 4-2       |
| 1943-44  | War Cup North (andata)  | Blackpool - Aston Villa              | 2-1       |
| 1943-44  | War Cup North (ritorno) | Aston Villa - Blackpool              | 4-2       |
| 1943-44  | War Cup South           | Charlton Athletic - Chelsea          | 3-1       |
| 1943-44  | Play-off                | Aston Villa - Charlton Athletic      | 1-1*      |
| 1944-45  | War Cup North (andata)  | Bolton Wanderers - Manchester Utd    | 1-0       |
| 1944-45  | War Cup North (ritorno) | Manchester Utd - Bolton Wanderers    | 2-2       |
| 1944-45  | War Cup South           | Chelsea - Millwall                   | 2-0       |
| 1944-45  | Play-off                | Bolton Wanderers - Chelsea           | 2-1       |